# 1452 Hunnia
1452 Hunnia eller 1938 DZ1 är en asteroid i huvudbältet, som upptäcktes den 26 februari 1938 av den ungerska astronomen György Kulin i Budapest. Den har fått sitt namn efter det europeiska landet Ungern.
Asteroiden har en diameter på ungefär 20 kilometer och den tillhör asteroidgruppen Meliboea.